# 케이 켄들
케이 켄들(Kay Kendall, 1927년 5월 21일 ~ 1959년 9월 6일)은 잉글랜드의 배우, 가수이다.

## 출연 작품
- 돌아와요, 내 사랑 (1960)
- 더 리럭턴트 드뷰탄트 (1958)
- 레스 걸스 (1957)
- 청춘 진단 (1954)
- 제네비에브 (1953)